# Naomi Parker
Pour les articles homonymes, voir Parker.
Naomi Parker Fraley, née le 26 août 1921 à Tulsa dans l'Oklahoma et morte le 20 janvier 2018 à Longview dans l'État de Washington, est une serveuse américaine qui fut ouvrière dans l'industrie de l'armement durant la Seconde Guerre mondiale.
Elle est souvent considérée comme la femme qui inspira involontairement et servit de modèle au dessinateur J. Howard Miller pour la création de la célèbre affiche We Can Do It! (« On peut le faire ! »),. Son portrait entrant dans la série des clichés intitulés Rosie la riveteuse, devient un symbole patriotique des six millions de femmes américaines qui travaillèrent dans l'industrie de l'armement en l'absence des hommes partis au front, soutenant ainsi l'effort de guerre des États-Unis pendant le conflit. L'image devient par la suite une icône de l'émancipation féminine par l'occupation par les femmes d'emplois jusqu'ici exercés exclusivement par des hommes.

## Biographie
Naomi Parker naît le 26 août 1921 à Tulsa dans l'Oklahoma. Elle grandit au sein d'une fratrie composée de huit enfants. La famille Parker vit à Alameda en Californie lorsque les États-Unis entrent en guerre en 1941. Naomi Parker et Ada, sa plus jeune sœur, sont alors recrutées pour travailler à la chaîne dans la base aéronavale d'Alameda. C'est là qu'elle est photographiée par J. Howard Miller qui la remarque car elle est en bleu de travail et porte par sécurité un bandana rouge à pois blancs pour que ses longs cheveux ne soient pas pris dans la machinerie. Miller reprend cette tenue et ses traits pour dessiner son affiche qui deviendra par la suite iconographique. 
Après la guerre, elle travaille comme serveuse dans un restaurant de Palm Springs en Californie. Elle se marie trois fois. Elle demeure anonyme malgré la notoriété de l'affiche We Can Do It!, car Miller ne l'a jamais créditée comme ayant été sa source d'inspiration.

### L'afficheWe Can Do It!et la confusion sur son modèle
J. Howard Miller n'avait jamais donné le nom du modèle qui lui inspira sa célèbre affiche. Pendant longtemps, il était attribué à tort que son modèle avait été Geraldine Doyle, une ouvrière du Michigan. En conséquence, Naomi Parker ne profita pas de la célébrité de l'affiche.
C'est seulement en 2011 qu'un professeur de l'université de Seton Hall, James J. Kimble, identifia et démontra après une longue enquête le véritable modèle de la célèbre affiche. Kimble retrouve et questionne en février 2015 Naomi Parker et sa sœur Ada, âgées alors respectivement de 93 et 91 ans, qui confirmeront son enquête, corrigeant ainsi une erreur historique. Parker accède alors à une notoriété tardive.
La photo qui la représente parue le 5 juillet 1942 dans The Pittsburgh Press, le journal de Pittsburgh, ville dans laquelle Miller résidait à l'époque pour travailler la Westinghouse Electric Company. Le dessinateur travaillait alors sur cette série d'affiches. Selon Kimble, celui-ci s'en serait « involontairement » inspiré pour créer le personnage de « Rosie la riveteuse ». L'affiche terminée fut placardée dans les usines Westinghouse en février 1943.